# Berberis jaeschkeana
Berberis jaeschkeana är en berberisväxtart som beskrevs av Camillo Karl Schneider. Berberis jaeschkeana ingår i släktet berberisar, och familjen berberisväxter. Utöver nominatformen finns också underarten B. j. usteriana.